# 三板根節蘭
三板根節蘭（学名：Calanthe tricarinata），又名三板根节兰，为兰科根節蘭屬下的一个种。